# Labelle (album)
Labelle è il primo album del gruppo musicale statunitense omonimo, pubblicato nel 1971 dalla Warner Bros. Records. Primo disco prodotto sotto il nuovo nome Labelle dopo aver abbandonato Patti LaBelle & the Bluebelles, il trio si dirige verso un suono più soul abbandonando in parte il pop che aveva caratterizzato il gruppo precedente, dimostrando di avere un buon potenziale. Wild Horses dei Rolling Stones è tra le canzoni maggiormente apprezzate dai critici.
| Recensione       | Giudizio |
| ---------------- | -------- |
| AllMusic         | [ 1 ]    |
| Robert Christgau | C        |

## Tracce
Lato A
1. Morning Much Better – 4:00 (testo: Aram Schefrin, Michael Zager)
2. You've Got a Friend – 4:16 (testo: Carole King, Toni Stern)
3. Baby's Out of Sight – 2:35 (testo: Sarah Dash, Armstead Edwards)
4. Time & Love – 3:45 (testo: Laura Nyro)
5. Too Many Days – 2:57 (testo: Nona Hendryx)

Lato B
1. Running Out of Fools/If You Gotta Make a Fool of Somebody – 4:15 (testo: Kay Rogers, Richard Ahlert/Rudy Clark)
2. Shades of Difference – 3:14 (testo: Nona Hendryx, Patti LaBelle)
3. Heart Be Still – 3:14 (testo: Bert Berns, Jerry Ragavoy)
4. Wild Horses – 3:03 (testo: Mick Jagger, Keith Richards)
5. Time – 3:48 (testo: Patti LaBelle, Armstead Edwards)
6. When the Sun Comes Shining Through (The Ladder) – 3:56 (testo: Michael D'Abo)